# Тома Санкара
Тома Изидор Ноел Санкара (фр. Thomas Isidore Noel Sankara; Јако, 21. децембар 1949 — Уагадугу, 15. октобар 1987) био је војни официр, 5. председник Горње Волте / Буркине Фасо (1983—1987), револуционар и теоретичар панафриканизма. По доласку на власт покренуо је велики број реформи и био веома популаран у свом народу. Због своје харизме и улоге вође Револуције, остао је упамћен под надимком „афрички Че Гевара“. Променио је име државе Горња Волта у Буркина Фасо.

## Биографија
Рођен је 1949. године у римокатоличкој породици. Отац му се борио у француској војсци током Другог светског рата.

### Војна каријера
Након стицања основног војног знања у средњој школи 1966. године, каријеру у војсци започео је са 19 година када је послат на Мадагаскар да се школује за официра. Тамо је био сведок народних устанака против Филибера Тсиранане и читао марксистичку литературу. Она је била пресудна за његово политичко опредељење.
По повратку у Горњу Волту 1972. године, истакао се хероизмом у пограничном рату против Малија 1974. године. У каснијим годинама живота, није се поносио учешћем у овом рату описујући га погрешним и неправедним. Додатне симпатије међу грађанима главног града Уагадугуа стекао је свирајући гитару у музичком бенду и возајући се на мотоциклу.
Године 1976. је постао заповедник у Центру за увежбавање командоса у Поу. Исте је године упознао Блеза Компаореа, који ће касније бити његов најближи сарадник. Убрзо су њих двојица, заједно са још неколико волтанских официра, постали чланови тајне марксистичке групе официра.

### Улазак у политику
Санкара је ушао у политику септембра 1981. године када је био постављен за државног секретара за информације у војној влади. Међутим, дао је оставку на ту функцију 21. априла 1982. године и прешао у опозицију влади, јер му се није допадало што раде против општих интереса народа.
Након пуча 7. новембра 1982. године од стране мајора Жан-Батиста Уедраогоа, Санкара је постао премијер, али је отпуштен 17. маја и стављен у кућни притвор након посете сина француског председника и саветника за афричка питања, Жан-Кристофа Митерана. Стављање још двојице официра у притвор узроковало је народни устанак.

### Председник и вођа Револуције
Блез Компаоре организовао је 4. августа 1983. године пуч, након којег је Тома Санкара постао нови председник Горње Волте. Као револуционар, био је инспирисан кубанским револуционарима Фиделом Кастром и Чеом Геваром и ганским вођом Џеријем Ролингсом. Покренуо је низ реформи које је назвао Демократском и народном револуцијом, а његова политика темељила се на антиимперијализму, борби против корупције, пошумљавању земље, искорењивању глади, те стављању образовања и пружања здравствених услуга на прво место.
Један од првих циљева које је требало решити било је побољшање статуса жена у држави. Његова влада састојала се од великог броја запослених жена, што је био преседан у Западној Африци. Забранио је обрезивање женских гениталија, присилну удају и полигамију, подстицан је рад жена у пословима ван куће, те да похађају школу упркос трудноћи. Санкара је промовисао контрацепцију и охрабривао мужеве да одлазе на пијацу и кући припремају ручак како би искусили одговорност за коју су већином биле задужене жене. Санкара је био први афрички вођа која је поставио жене на високе функције у влади и дозволио им да граде каријеру у војсци. Санкарина влада била је прва афричка влада која је службено и јавно признала епидемију сиде као главну претњу Африци.
На прву годишњицу свог доласка на власт, Горња Волта је преименована у Буркину Фасо, што у преводу с језика Моси и Бамбара значи „земља усправних људи“. Израђена је нова застава, а Санкара је написао и нову химну.
Неки од најпопуларнијих потеза због којих је био популаран међу народом и стекао пажњу међународне заједнице били су:
- Распродао је владину залиху Мерцедеса и прогласио Рено 5 (у то време најјефтинија кола у Буркини Фасо) за званична кола свих чланова владе.
- Смањио је плате свих државних службеника, укључујући и сопствену, и забранио кориштење личних возача и авионских карата за 1. разред.
- Одузео је земљу локалним феудалним господарима и предао ју на управљање онима који ју обрађују, сељацима. Производња пшенице је у три године нарасла са 1700 кг по хектару на 3800 кг/ха, захваљујући чему је цела земља у вези с прехраном постала самодостатна.[9]
- Одбио је примање међународне помоћи, изјавивши да „онај ко те храни, контролише те“.[9]
- Држао је говоре на различитим форумима, попут Организације афричког јединства, у којима је упућивао на неоколонијалну претњу у Африци утеловљену у западњачкој трговини и финансијама.[9]
- Позивао је на стварање јединственог фронта афричких земаља против плаћања спољног дуга. Сматрао је да сиромашни и израбљивани немају обавезу да дају новац богаташима и израбљивачима.[9]
- У главном граду је трговину за снабдевање војске претворио у трговачки центар у власништву државе отворен за све грађане (први трговачки центар у земљи) .[1]
- Натерао је добро плаћене државне службенике да део плате издвајају за финансирање јавних радова.[1]
- Одбио је да у његовој канцеларији стоји уређај за климатизацију, јер си га обични грађани нису могли приуштити у својим домовима.[11]
- Као председник, смањио си је месечну плату на 450 долара и од приватног власништва поседовао је само кола, четири бицикла, три гитаре, фрижидер и покварен замрзивач.[11]

### Лични стил
- Као страствени мотоциклиста, основао је личну гарду састављену од жена-мотоциклиста.
- Од државних је службеника захтевао да носе традиционалну тунику, рађену од буркинашког памука и шивану од буркинашких кројача.[9]
- Често је џогирао сам кроз Уагандугу.[1]
- Када су га питали зашто нигде на јавним местима у Буркини Фасо нема слике с његовим портретом (што су тада практиковали сви афрички вође), Санкара је одговорио: „Овде има седам милиона Тома Санкара.“[11]
- Као признати гитариста, он сам је написао и компоновао нову државну химну.[1]

Санкара је остао познат као „афрички Че Гевара“: имитирао га је у ношењу накренуте беретке, живео је аскетски и по доласку на власт си је доделио малу плату. Обојица су били савезници Фидела Кастра, мотоциклисти, те својом харизмом мотивисали своје следбенике. Обојица су били марксисти који су се залагали за оружану револуцију против империјализма и монополистичког капитализма, разоткривали финансијски неоколонијализам пред Уједињеним нацијама и своју политику темељили на аграрној реформи и кампањама описмењавања. Обојица су убијени у својим касним 30-има; Санкара је пуким случајем недељу дана пре смрти (15. октобар), на дан годишњице Чеове смрти 9. октобра одржао говор њему у част.

### Погибија
Тому Санкару убили су 15. октобра 1987. године 12-орица припадника владе и војске, у пучу којег је организовао његов дотадашњи колега и сарадник Блез Компаоре. Наиме, односи Буркине Фасо са суседним земљама и Француском били су све лошији паралелно с растом популарности Санкариних реформи; упркос давању независности афричким земљама, Француска је и даље дозвољавала да се меша у њихове унутрашње ствари, а политика потпуне независности Буркине Фасо од њеног утицаја није одговарала француским круговима који су имали интереса у бившим колонијама. Наводно је у организацији пуча учествовао и председник Обале Слоноваче, Феликс Уфуе-Боањи, један од највернијих афричких сарадника с Француском.
Након убиства, Санкарино тело је исечено на комаде и закопано у необележеном гробу. Његова удовица и двоје деце побегли су из државе. Компаоре је одмах по доласку на власт укинуо све Санкарине реформе, вратио Буркину Фасо у чланство Међународног монетарног фонда и Светске банке и с временом уклонио готово сва обележја Санкарине владавине.

## Цитати
Док револуционари и појединци могу бити убијени, никад не можете убити идеје.

## Дела
- Thomas Sankara (1988). Thomas Sankara Speaks: The Burkina Faso Revolution, 1983-87. Pathfinder Press. ISBN 978-0-87348-527-2.
- Thomas Sankara (2007). We are Heirs of the World's Revolutions: Speeches from the Burkina Faso Revolution, 1983-87. Pathfinder Press. ISBN 978-0-87348-989-8.
- Thomas Sankara (1990). Women's Liberation and the African Freedom Struggle. Pathfinder Press. ISBN 978-0-87348-585-2.